# Кордер (Мисури)
Кордер (енгл. Corder) град је у америчкој савезној држави Мисури.

## Демографија
По попису из 2010. године број становника је 404, што је 23 (-5,4%) становника мање него 2000. године.
| Група             | 2000.       | 2010.       |
| Белци             | 414 (97,0%) | 380 (94,1%) |
| Афроамериканци    | 2 (0,5%)    | 4 (1,0%)    |
| Азијати           | 0 (0,0%)    | 1 (0,2%)    |
| Хиспаноамериканци | 3 (0,7%)    | 6 (1,5%)    |
| Укупно            | 427         | 404         |